# デーレンタール
デーレンタール (ドイツ語: Derental) は、ドイツ連邦共和国ニーダーザクセン州ホルツミンデン郡に位置する町村（以下、本項では便宜上「町」と記述する）で、ザムトゲマインデ・ボフツェンを構成する自治体の一つである。

## 地理

### 位置
デーレンタールは、ゾリング＝フォーグラー自然公園内の地溝部に位置する。デーレンタール周辺は広大な森林地域である。ゾリングに位置しているデーレンタールは山が多い地形である。ヴェーザー川にも遠くない。

### 歴史
デーレンタールは、ブラウンシュヴァイク＝ヴォルフェンビュッテル侯爵ハインリヒ2世時代（在位: 1514年 - 1568年）に初めて記録されている。デーレンタールには1575年に建設された教会（聖マルクス教会）がある。
ニーダーザクセン州の地域再編の時代、1972年7月4日にデーレンタールは新しくザムトゲマインデ・ボフツェンの一員となった。

## 行政

### 議会
デーレンタールの町議会は、8議席からなる。

### 紋章
赤 - 黄 - 緑の縦縞。前景には心臓に槍が突き刺さり血を流す獅子が描かれている。

## 文化と見所

### 年中行事
デーレンタールでは毎年6月にレーヴェンラウフ（ライオン・レース）が行われる。個人が組織したレースで、成功したイベントに成長した。この他、聖木曜日にビアスタンドパーティーが開催される。これは大変に人気のあるイベントである。また、毎年冬にサークル会員のためにクリスマス舞踏会が開かれる。

### 伝説
『デーレンタールのライオン狩り伝説』がある。デーレンタールに1頭のライオンが棲んでいた。村で一番勇気のある男が、このライオンを殺そうとした。一人の男が遂にそれを成し遂げて確かめると、それはライオンではなくセント・バーナード犬であった。

## 経済と社会資本
この州内で知られた保養地は特に観光業で成り立っている。この町には温水プール、図書館、運動場、コインランドリー、卓球場、地下射撃練習場、ゴルフ場がある。この他に、数多くのペンション、居酒屋、ホテル（ランドホテル・デーレンターラー・ホーフ）もある。サウナ、ケーゲル場、小さな屋内プールが使用できる。デーレンタールには小さな食料品店や飲料品店がある。また、周辺地域には100km以上の遊歩道、幌馬車ツアー、マウンテンバイクコース、ポニーライド、数多くの公園施設、ハイキングコースがある。遊歩道を通ってフュルステンベルク、ノイハウス・イム・ゾリング（ホルツミンデン市）など近隣の町へ行くことができる。

### 交通
最寄りの駅は、オットベルゲン - ノルトハイム/ゲッティンゲン線沿いのラウエンフェルデ (7 km)、アルテンベーケン - クライエンゼン線沿いのヘクスター (12 km) である。この他にベーヴェルンゲン、フュルステンベルク、ヘクスター、ホルツミンデン、バート・カールスハーフェンへのバス路線が利用できる。

### 地元企業
デーレンタールには建築事務所や Sollingglas Bau und Veredelungs GmbH & Co. KG. がある。

### 教育
デーレンタールには1732年から1974年まで使われていた村の学校がある。現在子供たちはラウエンフェルデの基礎課程学校に通っている。デーレンタールには現在、この地域で人気の幼稚園がある。

## 引用
1. ↑  Landesamt für Statistik Niedersachsen, LSN-Online Regionaldatenbank, Tabelle A100001G: Fortschreibung des Bevölkerungsstandes, Stand 31. Dezember 2023
2. ↑  Helmut Jäger, Erhard Kühlhorn: Historisch-Landeskundliche Exkursionskarte von Niedersachsen: Blatt Osterode am Harz, 1996, p. 7